# Breza, Smolean
Breza (în bulgară Бреза) este un sat în comuna Rudozem, regiunea Smolean,  Bulgaria. 

## Demografie
Componența etnică a satului Breza
     Nicio identificare (22,22%)
     Altele (77,77%)
La recensământul din 2011, populația satului Breza era de 9 locuitori. Din punct de vedere etnic, majoritatea locuitorilor (77,77%) erau alte naționalități. Pentru 22,22% din locuitori nu este cunoscută apartenența etnică.